# یواس‌اس کینگ‌فیش (اس‌اس-۲۳۴)
یواس‌اس کینگ‌فیش (اس‌اس-۲۳۴) (به انگلیسی: USS Kingfish (SS-234)) یک زیردریایی بود که طول آن ۳۱۱ فوت ۹ اینچ (۹۵٫۰۲ متر) بود. این زیردریایی در سال ۱۹۴۲ ساخته شد.